# Krščanska demokracija
Krščanska demokracija je politična usmeritev, ki v sebi združuje ideale krščanstva in demokracije. Združuje politične stranke, ki se večinoma nahajajo na desni sredini političnega spektra. Po posameznih državah sicer politične stranke, ki se označujejo za krščanskodemokratske, zastopajo nekoliko različen spekter političnih prepričanj. V mednarodnem pregledu se ta spekter giblje od leve sredine do jasno desnih stališč, kar pa ne pomeni, da vsaka posamezna krščanskodemokratska stranka pokriva ta spekter v celoti. Glede na državo ali definicijo spadajo h krščanski demokraciji tudi konservativne ali versko fundamentalne usmeritve. Družbenopolitično je za krščansko demokracijo bistvenega pomena družbeni nauk Cerkve.
Nekatere krščanskodemokratske stranke po svetu so velike ljudske stranke desne sredine in klasične vladne stranke (npr. CDU in CSU v Nemčiji, ÖVP v Avstriji). Druge krščanskodemokratske stranke pa so majhne in zastopajo dele prebivalstva, ki sebe vidijo kot manjšinske. V Evropi obstaja tendenca, po kateri velike krščanskodemokratske stranke postajajo manjše in mehčajo svoj krščanski značaj. Značilne krščanskodemokratske stranke so nastale predvsem v državah z visokim deležem katoliškega prebivalstva; v teh državah so si dostikrat pridobile prevladujoči položaj v strankarskem sistemu. V Evropi so tradicionalni politični nasprotniki krščanskodemokratskih strank socialni demokrati, ki so v političnem spektru levo od krščanskih demokratov.
Na mednarodni ravni se krščanskodemokratske stranke združujejo v mednarodno združenje sredinskih demokratov (Centrist Democrat International), na evropski ravni pa v Evropsko ljudsko stranko.

## Politična stališča in zgodovina
Eden od temeljev krščanskodemokratskega mišljenja je družbeni nauk Cerkve. Pri tem gre za predstavo o človeku, ki človeku, ustvarjenemu od Boga, pripisuje dostojanstvo, različnost, enakovrednost in nepopolnost ter od tod izpeljuje temeljne vrednote kot so svoboda, demokratično soodločanje in socialna pravičnost.
Demokratsko-socialna vsebina je tisto, kar krščansko demokracijo loči od pravih konservativcev, ki so v zgodovini zastopali plemstvo. Od verskih fundamentalistov, pa tudi od pravih klerikalcev (ti zagovarjajo oblast Rimokatoliške cerkve), se krščanski demokrati ločijo po tem, da po eni strani terjajo strpnost do lastnega krščanstva, po drugi strani pa so (vsaj načeloma) strpni do drugih svetovnih nazorov.
Za nastanek politične krščanske demokracije je zelo pomembna enciklika Rerum novarum, ki jo je leta 1891 objavil papež Leon XIII.. V njej se je Vatikan odzval na industrializacijo in se prvič soočil z novim položajem delavcev. Z encikliko Quadragesimo anno, ki jo je leta 1931 objavil papež Pij XI., je katoliška Cerkev zaradi izzivov totalitarnih ideologij konkretizirala svoje mnenje o svobodi posameznika. V tej encikliki je opisano za krščanskodemokratsko filozofijo zelo pomembno načelo subsidiarnosti. Sledi načelom zasebno pred državnim (prednost daje odgovornosti posameznika pred intervencijo države) in malo pred velikim (ko gre za delovanje države). Iz tega sledi načelo, da naj bo država kolikor mogoče decentralno organizirana. Obstaja pa tudi dolžnost subsidiarnosti, ko manjša in šibkejša enota ne more izpolniti določene obveznosti (poglobljeno predstavljeno v encikliki Mater et Magistra, 1961). Na krščanskodemokratsko filozofijo so pomembno vplival tudi francoski filozof Jacques Maritain.
Krščanska demokracija zagovarja tudi načelo solidarnosti. Gospodarstvo naj se postavi v službo človeka. Iz tega izhaja ukrotitev kapitalizma znotraj socialnega tržnega gospodarstva.
V preteklosti je na formuliranje krščanskodemokratskega mišljenja pomembno vplivalo stališče Cerkve v vprašanjih javne morale. Tako je za krščansko demokracijo družina še posebej pomembna. Nekateri znanstveniki krščanski demokraciji pripisujejo tudi večjo pripravljenost za sodelovanje med različnimi družbenimi sloji (npr. med delavci in podjetniki) in - v primerjavi z drugimi političnimi usmeritvami - večjo pripravljenost na politični kompromis. V krščanski demokraciji se poudarja skupni blagor in čim širši družbeni konsenz. Včasih je govora tudi o značilni krščanskodemokratski vrsti države blaginje.
Krščanska demokracija se je konec 19. stoletja in v 20. stoletju uresničevala v različnih organizacijah. Ob krščanskdemokratskih strankah so v okviru krščanskodemokratskega gibanja nastali tudi sindikati, dobrodelne ustanove in druge organizacije. Krščanski sindikati so se jasno razmejili nasproti sindikatom, ki so nastali med socialističnim delavstvom. Danes se krščansko demokracijo pogosto povezuje predvsem z njeno najbolj vidno pojavnostjo: političnimi strankami.

## Seznam znanih krščanskih demokratov

### Evropa
- Konrad Adenauer, prvi kancler Zahodne Nemčije in arhitekt socialnega tržnega gospodarstva
- Giulio Andreotti, dolgoletni ministrski predsednik Italije
- Alcide De Gasperi, proevropski ministrski predsednik Italije
- Helmut Kohl, dolgoletni kancler Zahodne Nemčije in združene Nemčije
- Angela Merkel, kanclerka Nemčije
- Aldo Moro, ministrski predsednik Italije, ki so ga ubile Rdeče brigade
- Boris Trajkovski, predsednik Republike Makedonije
- Robert Schuman, ministrski predsednik Francije in eden od očetov Evropske unije
- Wolfgang Schüssel, kancler Avstrije
- Lech Wałęsa, voditelj sindikata Solidarność, prejemnik Nobelove nagrade in predsednik Poljske
- Lech Kaczyński, predsednik Poljske
- Jacques Maritain, francoski filozof
- Emmanuel Mounier, francoski filozof
- Jerzy Buzek, predsednik Evropskega parlamenta
- Abraham Kuyper, ministrski predsednik Nizozemske
- Ruud Lubbers, ministrski predsednik Nizozemske in visoki komisar OZN za begunce
- Jean-Claude Juncker, ministrski predsednik Luksemburga (1995-2013), predsednik Evroskupine (2005-2013) in Evropske komisije (od 2014)
- Wilfried Martens, ministrski predsednik Belgije in predsednik Evropske ljudske stranke
- Kjell Magne Bondevik, ministrski predsednik Norveške
- Luigi Sturzo, italijanski politik in eden od ustanoviteljev Italijanske ljudske stranke leta 1919
- Mariano Rajoy, ministrski predsednik Španije
- Herman Van Rompuy, predsednik Evropskega sveta
- Adone Zoli, ministrski predsednik Italije
- Ludwig Windthorst, nemški politik in vodja Nemške stranke Centrum
- Enda Kenny, ministrski predsednik Irske

### Slovenija
- Alojz Peterle, predsednik vlade in predsednik Slovenskih krščanskih demokratov
- Ivan Oman, predsednik Slovenske kmečke zveze
- Ivan Šusteršič, predsednik Katoliške narodne stranke in Slovenske ljudske stranke
- Ljudmila Novak, predsednica Nove Slovenije

### Latinska Amerika
- Patricio Aylwin, predsednik Čila
- Rafael Caldera, predsednik Venezuele
- Eduardo Frei Montalva, predsednik Čila
- Oswaldo Payá, ustanovitelj in vodja disidentskega kubanskega Krščanskega osvobodilnega gibanja (Movimiento Cristiano de Liberación)
- Luis Bedoya Reyes, perujski politik in ustanovitelj Krščanske ljudske stranke (Partido Popular Cristiano)
- Andrés Pastrana Arango, predsednik Kolumbije
- Felipe Calderón, predsednik Mehike

### Azija
- Fidel Ramos, predsednik Filipinov

## Krščanskodemokratske politične stranke

### Slovenija
V Sloveniji se je krščanska demokracija v podobi politične stranke pojavila že zgodaj. Leta 1892 se je v Kranjski organizirala Katoliška narodna stranka. Ta se je pozneje preimenovala v Slovensko ljudsko stranko, ki je bila najmočnejša slovenska politična stranka med svetovnima vojnama. Z drugo svetovno vojno je bila krščanskodemokratska tradicija na Slovenskem prekinjena. Konec osemdesetih let 20. stoletja je krščanskodemokratsko gibanje na Slovenskem ponovno oživelo in leta 1988 je bila ustanovljena Slovenska kmečka zveza, leta 1989 tudi Slovenski krščanski demokrati. Za krščansko demokracijo se opredeljuje tudi stranka Nova Slovenija.